# Alfredo González (beisbolista)
Alfredo René González Flores (nacido en Santa Teresa del Tuy, Miranda, Venezuela, el 13 de julio de 1992) es un beisbolista profesional Venezolano que juega en las posiciones de Receptor, en la Liga Venezolana de Béisbol Profesional, juega con el equipo Leones del Caracas.